# Partido Demócrata de Polonia

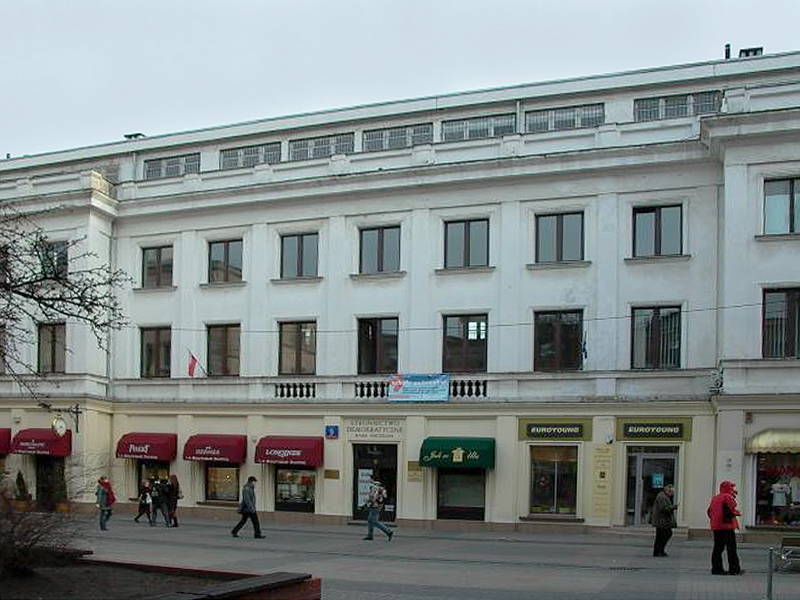
Sede central del partido en Varsovia.

El Partido Demócrata (en polaco: Stronnictwo Demokratyczne, conocido por sus siglas SD), también conocido como Alianza Democrática, fue un partido político polaco de ideología centrista fundado el 15 de abril de 1939. Sus principales líderes eran Mieczysław Michałowicz y Mikołaj Kwaśniewski.
En 1940 se dividió en dos facciones. Una formó parte del gobierno polaco en el exilio de Londres y la otra colaboró con el Partido Obrero Polaco (PPR).
La facción de Londres dejó de existir en 1945, y la del interior formó un partido satélite del Partido Obrero Unificado Polaco, a pesar de mantener su programa no comunista. Mantuvo un determinado número de escaños en el Sejm desde 1947 hasta 1985.
Tras las elecciones de 1989 rompió sus lazos con el POUP y colaboró con el nuevo gobierno dirigido por Lech Wałęsa y Solidarność. Poco después la mayoría abandonó el partido y se unieron a otros como la Unión de la Libertad. Aunque en la actualidad el Partido Demócrata todavía existe, tiene una base social muy pequeña y no tiene representación parlamentaria.

## Dirigentes del partido
- 1939-1940 Mieczysław Michałowicz
- 1940-1942 Stanisław Więckowski
- 1942-1943 Mieczysław Bilek
- 1943-1944 Jerzy Makowiecki
- 1944-1945 Erazm Kulesza
- 1945-1949 Wincenty Rzymowski
- 1949-1956 Wacław Barcikowski
- 1956-1969 Stanisław Kulczyński
- 1969-1973 Zygmunt Moskwa
- 1973-1976 Andrzej Benesz
- 1976-1981 Tadeusz Witold Młyńczak
- 1981-1985 Edward Kowalczyk
- 1985-1989 Tadeusz Witold Młyńczak
- 1989-1990 Jerzy Jóźwiak
- 1990-1991 Aleksander Mackiewicz
- 1991-1992 Zbigniew Adamczyk
- 1992-1994 Rafał Szymański
- 1994-1998 Jan Janowski
- 1998-2002 Jan Klimek
- 2002-2006 Andrzej Arendarski
- 2006-2009 Krzysztof Góralczyk
- 2009- Paweł Piskorski